# 本頓縣 (田納西州)
本頓縣（英語：Benton County）是美國田納西州西北部的一個縣，屬西田納西東部邊緣。面積1,130平方公里。根據美國2000年人口普查，共有人口16,537人。縣治康登 (Camden)。
成立於1835年12月19日。縣名紀念代表密蘇里州的聯邦參議員湯瑪斯·哈特·本頓 (Thomas Hart Benton)。